# フリードリヒ4世 (ブラウンシュヴァイク＝リューネブルク公)
フリードリヒ4世（Friedrich IV., 1574年8月28日 - 1648年12月10日）は、ブラウンシュヴァイク＝リューネブルク公の1人で、リューネブルク侯（在位：1636年 - 1648年）。リューネブルク侯ヴィルヘルムと妃ドロテアの四男。エルンスト2世、クリスティアン、アウグスト1世の弟、ゲオルクの兄。
ブレーメン主席司祭に選ばれたが、1636年に兄のアウグスト1世が亡くなったため、リューネブルク侯領を相続した。1641年にハルブルク侯領を治めていた分家が断絶するとその領土を継いだが、1648年に没した。子が無いため、遺領は甥のクリスティアン・ルートヴィヒが継いだ。
| 爵位・家督         | 爵位・家督                       | 爵位・家督                        |
| ------------------ | -------------------------------- | --------------------------------- |
| 先代 アウグスト1世 | リューネブルク侯 1636年 - 1648年 | 次代 クリスティアン・ルートヴィヒ |